# Ziegelberg (Bad Grönenbach)

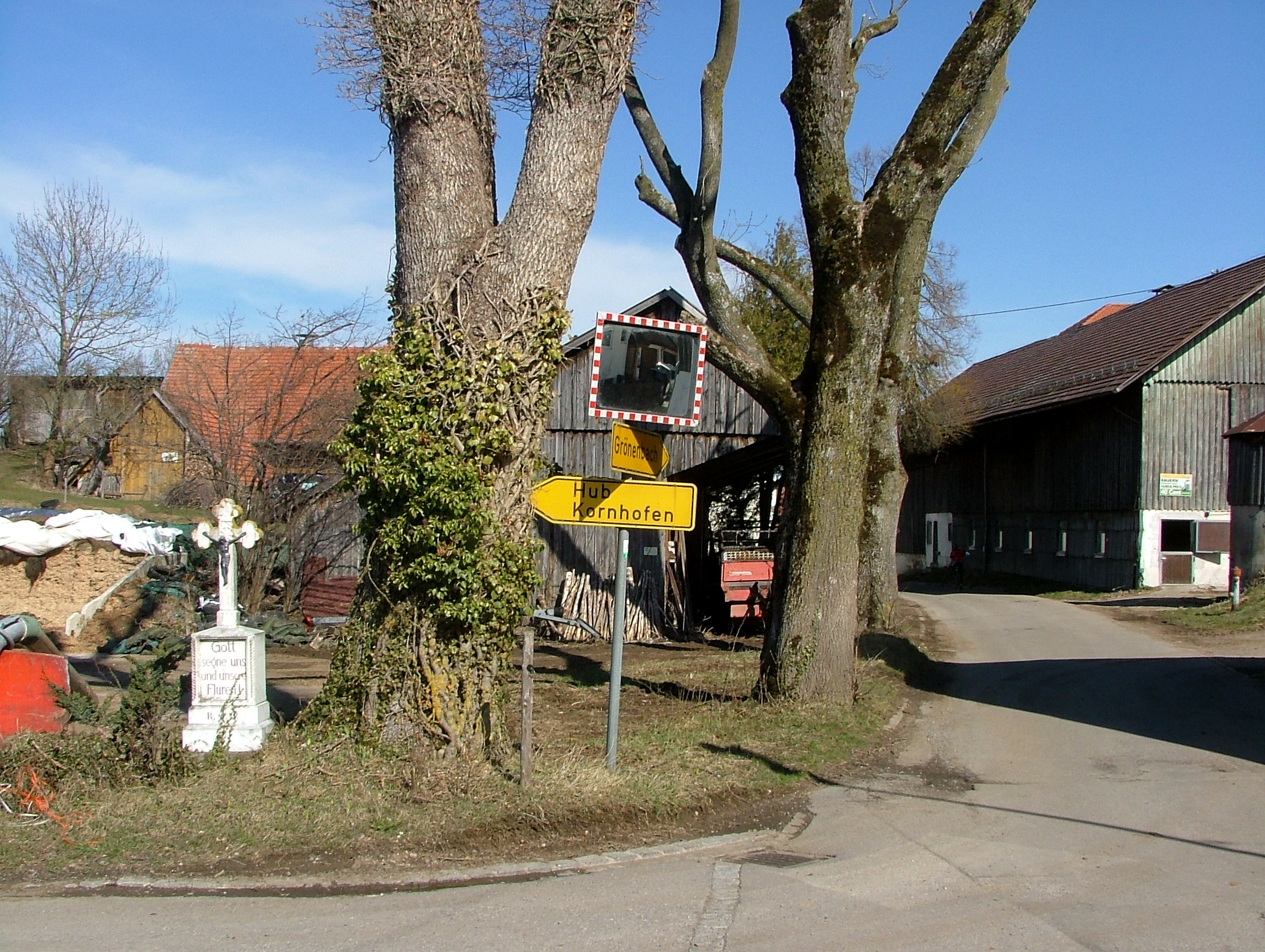
Südlicher Ortseingang von Ziegelberg

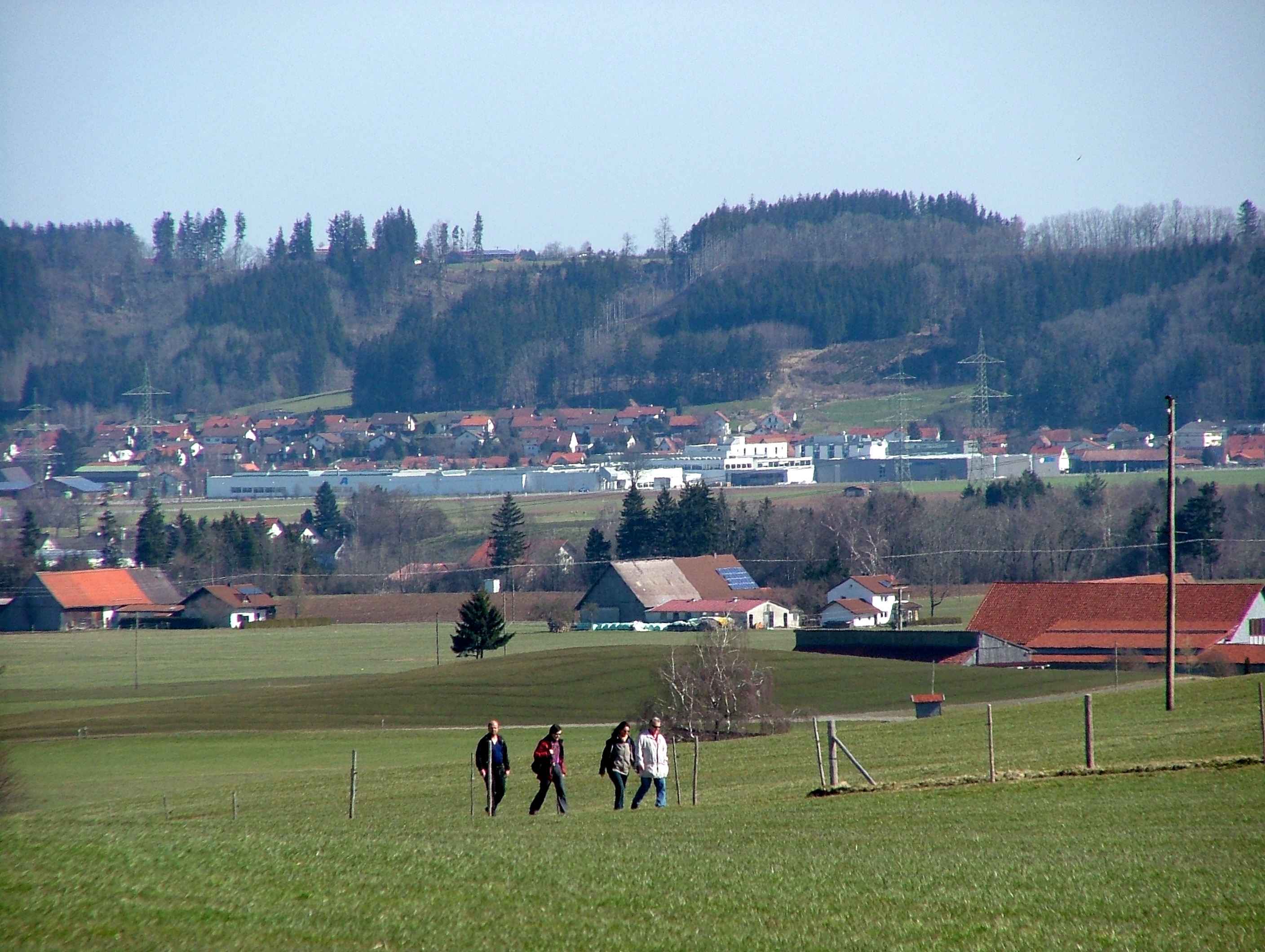
Wanderer bei Ziegelberg, im Hintergrund Wolfertschwenden

Das Dorf Ziegelberg ist ein Gemeindeteil des Kneippheilbades Bad Grönenbach im Landkreis Unterallgäu in Bayern.

## Geographie
Ziegelberg liegt in Oberschwaben in der Donau-Iller-Region, etwa drei Kilometer südöstlich von Bad Grönenbach. Der Ort liegt auf einer Höhe von 737 m ü. NHN und hat 194 Einwohner (Stand 1. Dezember 2024).

## Geschichte
Die erste Erwähnung von Ziegelberg stammt aus dem Jahr 1460. Im Urbar von 1512 wird Ziegelberg mit einem Lehnegut und 9 Eigengütern aufgeführt. Die Reste eines eiszeitlichen Urrindes wurden im Jahr 1950 in der Nähe von Ziegelberg gefunden.

## Sehenswürdigkeiten
Im Ort stehen zwei Privathäuser aus dem 18. und 20. Jahrhundert unter Denkmalschutz. Nordöstlich des Ortes befindet sich im nahegelegenen Wald ein lateinisches Steinkreuz aus dem 15. bis 16. Jahrhundert aus Nagelfluh.